# Partidul Unității Națiunii Române
Partidul Unității Națiunii Române (PUNR) s-a format la data de 15 martie 1990. Denumirea inițială, sub care a fost înscris în Registrul Partidelor Politice a fost Partidul de Uniune Națională a Românilor din Transilvania (PUNRT), iar președintele fondator a fost inginerul Constantin Ivasiuc, din Brașov.
La primele alegeri libere, din mai 1990, PUNR a obținut 9 mandate de deputat (2,12% din voturile exprimate) și 2 mandate de senator (2,15% din voturi), toate mandatele fiind din Transilvania.

## Istoric
La Congresul Național din 16 iunie 1990 este desemnat ca președinte, profesorul universitar Alexandru Crișan din Cluj-Napoca.
Tot atunci a fost schimbată denumirea partidului în Partidul pentru Uniunea Națională a Românilor - PUNR.
La cel de-al doilea Congres Național din 16 - 17 noiembrie 1990 se schimbă titulatura, în Partidul Unității Naționale Române, datorită fuziunii cu partidul Frontul Popular din Moldova, înființat în ianuarie 1990, la Iași.
În prima legislatură (1990-1992) a avut 9 deputați Arhivat în 24 iulie 2015, la Wayback Machine., care făceau parte din Grupul parlamentar al Unității Naționale a Românilor, alături de reprezentanții altor 3 formațiuni politice. PUNR a colaborat la nivel local cu Frontul Salvării Naționale și a susținut în parlament guvernele FSN.
La Consiliul Național din Târgu Mureș din 11 iulie 1992, este desemnat drept candidat P.U.N.R. la președinția României, Gheorghe Funar, devenit primar al Clujului, în urma alegerilor locale.
Procentul obținut de P.U.N.R. la alegerile parlamentare din 27 septembrie 1992 a fost de 7,7% din voturile valabil exprimate pentru Camera Deputaților și 8,1% din voturile pentru Senat. Gheorghe Funar, candidatul P.U.N.R. la funcția de președinte al țării a obținut 10,88% din voturi și locul trei în ierarhia candidaților. Pe 17 octombrie 1992 este ales ca președinte al partidului Gheorghe Funar. La alegerile locale din 1992, PUNR formează mai multe alianțe în Ardeal cu FDSN. 
Pe 18 august 1994 P.U.N.R. intră în coaliția guvernamentală, alături de PDSR. Sunt numiți 4 miniștri din partea PUNR: 
- Valeriu Tabără - ministru al Agriculturii
- Gavril Iosif Chiuzbaian - ministrul Justiției
- Aurel Novac - ministru al Transporturilor
- Ioan Turicu (apoi C. Munteanu) - ministru al Telecomunicațiilor.

Pe 3 noiembrie 1996, P.U.N.R. a înregistrat un regres față de rezultatul precedent al alegilor, obținând numai 4,36% din voturile pentru Camera Deputaților și doar 4,22% pentru Senat (18 deputați și 7 senatori). Gheorghe Funar a obținut 3,22% din voturi pentru funcția de președinte al țării.
La Convenția Națională din 22 martie 1997 Valeriu Tabără a fost ales președinte al P.U.N.R. iar Gheorghe Funar a fost numit vicepreședinte. Ca urmare a contestării noii conduceri, Gheorghe Funar a fost exclus din partid de către Consiliul Național din 4 noiembrie 1997.
Înainte de alegerile din noiembrie 2000, în septembrie 2000, PUNR a fuzionat cu Partidul Național Român (PNR), alcătuind Alianța Națională (PUNR+PNR), care însă a realizat un scor electoral sub orice așteptări.
În decembrie 2001, PUNR a fost reînființat ca partid, sub numele de Partidul Unității Națiunii Române.
În ianuarie 2002, generalul Mircea Chelaru a devenit membru al PUNR, Consiliul Național din 15 martie confirmându-l ca președinte al Consiliului Național PUNR.
La Congresul PUNR din 11 mai 2002 a fost adoptat un nou Statut și Program al partidului și schimbarea denumirii partidului în Partidul Unității Națiunii Române. Sub conducerea lui Chelaru, partidul a adoptat o viziune mai moderată. O parte din PUNR-iști, conduși de Valeriu Tabără, nemulțumiți de programul lui Chelaru, au migrat la PD-ul lui Traian Băsescu.
În februarie 2006, PUNR a fuzionat prin absorbție cu Partidul Conservator, dispărând de pe scena politică. PUNR-iștii reticenți la alianța PC-ului cu UDMR, au migrat la alte partide (de exemplu, filiala din Mureș, condusă de Mircea Radu, a fost absorbită de PSD).

## Conducerea PUNR
- Președinte: General Dr. Mircea Chelaru
- Prim-vicepreședinte: Florentin Moraru
- Vicepreședinți: Ing. Viorel Cotutiu, Victor Șchiopu, Gheorghe Petu, Vasile Miclăuș, Dumitru Huidu, Petru Steolea, Corneliu Bălan.
- Secretar general: Ioan Mihai Năstase
- Secretar general adjunct: Stelian Neagoe